# Sandro Damilano
Sandro Damilano (Scarnafigi, 24 febbraio 1950) è un allenatore di atletica leggera italiano.
Specializzato nella marcia, è tra i più titolati tecnici al mondo: come responsabile del settore marcia per la FIDAL ha vinto 61 medaglie olimpiche, mondiali e continentali (49 individuali e 12 a squadre), mentre come allenatore personale ha conquistato 80 medaglie (48 con atleti italiani e 32 con atleti cinesi). I suoi atleti italiani hanno indossato per 228 volte la maglia azzurra e hanno vinto 56 campionati nazionali.

## Biografia
Diplomato all'ISEF di Torino con la tesi "Nuove metodologie di allenamento nella marcia atletica", nel 1972 intraprende la carriera di allenatore di marcia allenando i suoi fratelli Giorgio e Maurizio. Nel 1981 entra nello staff tecnico della nazionale italiana di marcia, nel 1990 assume l'incarico di programmatore e capo del settore marcia FIDAL e quindi nel 2000 diviene direttore tecnico del medesimo settore.
Nel 1994 inizia a concentrare a Saluzzo un gruppo di allenamento di alta prestazione, che si evolve poi nella Scuola del cammino e di marcia, dichiarata centro federale e di alto perfezionamento IAAF, di cui è egualmente DT dal 2002 al 2010. Dal 2009 inizia a collaborare con la Federazione cinese di atletica leggera e nel 2010/2011 è diventato capo allenatore della nazionale cinese. In seguito, dal 2013, ha continuato la sua collaborazione tecnica con la Cina in qualità di tecnico nazionale.
Tra i principali atleti italiani da lui allenati si ricordano anzitutto i fratelli Maurizio (1 oro e 2 bronzi olimpici, 2 ori mondiali, 1 argento europeo e un primato mondiale nei 30 000 m su pista) e Giorgio (vincitore di una Coppa del mondo a squadre); vi sono poi Arturo Di Mezza (con all'attivo un quarto posto olimpico), Lorenzo Civallero (1 oro all'Universiade), Giorgio Rubino (1 bronzo mondiale), Alex Schwazer (1 oro olimpico e 2 bronzi mondiali), Erica Alfridi (vincitrice di una tappa di Coppa del mondo e di 1 bronzo europeo), Elisabetta Perrone (1 bronzo mondiale e un secondo posto in Coppa Europa), Rossella Giordano (3 argenti all'Universiade) ed Elisa Rigaudo (1 bronzo olimpico, 1 bronzo mondiale e 1 bronzo europeo).
In Cina ha poi preparato Liu Hong (1 oro olimpico, 1 bronzo olimpico, 3 ori mondiali, 2 argenti mondiali, 1 oro ai Giochi asiatici, un primato mondiale sui 20 km e uno sui 50 km), Wang Zhen (1 oro olimpico, 1 argento mondiale, 2 vittorie in Coppa del mondo, 1 oro ai Giochi asiatici), Si Tianfeng (1 argento olimpico, 1 secondo posto in Coppa del mondo e 1 oro ai Giochi asiatici), Cai Zelin (1 argento olimpico e 2 secondi posti in Coppa del mondo) e Qieyang Shenjie (1 argento olimpico, 1 argento mondiale, 2 secondi posti in Coppa del mondo e 1 argento ai Giochi asiatici).
In totale ha pertanto lavorato al conseguimento di 11 medaglie olimpiche (4 ori - 2 argenti - 5 bronzi), 15 mondiali (5 ori - 3 argenti - 7 bronzi), 11 continentali (3 ori - 3 argento - 5 bronzi), 10 podi in Coppa del Mondo (3 vittorie - 8 secondi posti), 7 podi in Coppa Europa (1 vittoria - 3 secondi posti - 3 terzi posti) e 10 medaglie all'universiade (3 ori - 5 argenti - 2 bronzi).
Parallelamente alla marcia ha portato avanti l'attività di allenatore di calcio nei campionati dilettantistici: dal 1982 al 2002 e poi ancora brevemente nel 2008 ha guidato il Saluzzo, che ha condotto dalla Prima Categoria al CND.

## Attività pubblicistica
Ha scritto negli anni numerosi articoli tecnici riguardanti la marcia su importanti riviste, italiane e straniere, tecniche e di settore. Nel 2002 ha pubblicato il suo primo lavoro statistico sulla marcia mondiale intitolato 100 years of Race Walking. Nel 2005 ha pubblicato la Storia statistica della marcia italiana. Nel 2007 ha collaborato, per la parte tecnica, alla realizzazione del DVD informativo sulla marcia per la IAAF. Dal 2006 scrive per MarciaItaliana.